# روزي سوتون
روزي سوتون (بالإنجليزية: Rosie Sutton)‏ (19 يناير 1990 ببريزبان في أستراليا - ) هي لاعبة كرة قدم أسترالية في مركز الهجوم. لعبت مع آي بي في وAdelaide United FC (women) ‏ وبرث غلوري إف سي.

## وصلات خارجية
- روزي سوتون على موقع قاعدة بيانات كرة القدم.إي يو (الإنجليزية)
- روزي سوتون على موقع Soccerway.com (الإنجليزية)